# Lagolândia
Lagolândia é um distrito do município brasileiro de Pirenópolis, no interior do estado de Goiás. Segundo o censo demográfico de 2022, realizado pelo Instituto Brasileiro de Geografia e Estatística (IBGE), sua população era de 1 054 habitantes e havia 397 domicílios particulares permanentes ocupados.
De acordo com o IBGE, em 2010 a população era de 923 habitantes e havia 323 domicílios particulares.

## História e descrição
Foi criado com a denominação de Nossa Senhora da Conceição pelo decreto municipal nº 93 de 23 de junho de 1933. Passou a se chamar Lagolândia pelo decreto-lei municipal nº 1.233 de 31 de outubro de 1938.
Está a 8 km da rodovia Pirenópolis–Goianésia (GO-338) e sua principal atividade econômica é a agropecuária. Nessa localidade nasceu o mito de Santa Dica de Goiás, tema do filme A República dos Anjos, realizado no distrito.